# Cantone di Aigre
Il Cantone di Aigre era una divisione amministrativa dell'arrondissement di Confolens. Fino al 2007 ha fatto parte dell'arrondissement di Angoulême.
A seguito della riforma approvata con decreto del 20 febbraio 2014, che ha avuto attuazione dopo le elezioni dipartimentali del 2015, è stato soppresso.

## Composizione
Comprendeva i comuni di:
- Aigre
- Barbezières
- Bessé
- Charmé
- Ébréon
- Fouqueure
- Les Gours
- Ligné
- Lupsault
- Oradour
- Ranville-Breuillaud
- Saint-Fraigne
- Tusson
- Verdille
- Villejésus